# Jan Groth

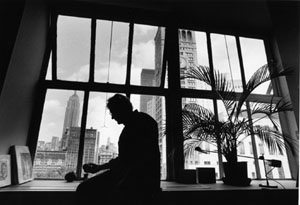

Jan Groth (n. 13 noiembrie 1938, Stavanger, Rogaland, Norvegia – d. 2 martie 2022, Oslo, Norvegia) a fost un artist plastic din Norvegia care a lucrat folosind diferite tehnici, precum pictura, desenul, sculptura, țesutul.

## Biografie
Fiu al unui director de școli comerciale, Jan Groth și familia sa au locuit în mai multe orașe în timpul copilăriei, atât datorită transferurilor de serviciu ale tatălui său, dar și pentru că familia căuta să-l menajeze pe Jan când acesta era intimidat la școală pentru că îi plăcea mai mult să citească și să deseneze decât să joace fotbal, petrecerea de timp preferată a tinerilor norvegieni din perioada aceea.
În ciuda repetatelor schimbări de mediu, Jan Groth nu s-a putut adapta la nici o școală, la un moment dat chiar întrerupând studiile ca să lucreze la o librărie dintr-un oraș învecinat, Larvik. Ulterior, și-a luat bacalaureatul la școala comercială din Sandefjord.
La vârsta de 17 ani, familia a decis că cel mai bine ar fi ca Jan să schimbe nu numai orașul ci chiar țara, și l-a trimis în Danemarca, de unde se trăgea mama lui (era nepoata lui Christen Berg, un fondator de ziare și politician din Iutlanda). Acolo Jan a lucrat la Copenhaga la "P. Haase & Søn Forlag og Boghandel", o editură cum rețea de librării. În paralel, s-a înscris la clasa de desen a lui Prik Frederik (pe numele adevărat Erling Frederiksen) unde a învățat să vadă și să deseneze în perspectivă.
Între 1957-58 ia lecții de la pictorul Knud Nielsen, de la care va învăța metoda., după care va pleca la Amsterdam, unde face cunoștință cu arta țesutului de goblene. Reîntors la Copenhaga plănuiește să deschide împreună cu țesătoarea artistică Benedikte Herlufsdatter, pe care o cunoscuse la Amsterdam, un atelier de goblenuri, dar mai întâi se duce din nou la Amsterdam la Weverij d'Uil să studieze el însuși goblenul. Își termină "lucrarea de diplomă" în timp record de câteva luni. Cumpărând două războaie de țesut gigantice de la castelul Frederiksborg, cei doi se instalează mai întâi la Ølsted (în regiunea Nord-Sjælland), iar mai apoi la Bråde pe insula Sjælland, unde au cumpărat clădirea unei foste școli. Aici au locuit timp de 18 ani (s-au căsătorit în 1965), țesând goblenuri și activând și pe alte planuri artistice.
În 1967 cei doi artiști vor accepta o comandă pentru un goblen de la firma daneză Bikuben (design de Knud Lollesgaard) dar acesta va fi ultima comandă pe care cei doi o vor accepta și totodată ultima lucrare care are design-ul altor artiști. De acum înainte, Jan Groth va proiecta toate lucrările de artă.
În 1982 Groth s-a despărțit de soție și a acceptat postul de profesor-invitat la New York School of Visual Arts, unde a predat până în 1994.
De-a lungul anilor, Groth a colaborat și cu scriitori, ilustrându-le cărțile (Henrik Nordbrandt, Paal-Helge Haugen, Herbjørg Wassmo etc.) sau cu compozitori, ilustrându-le coperțile discurilor sau CD-urilor (Harald Sæverud, David Monrad Johansen etc.)
Lucrările sale au fost cumpărate de o serie de muzee din lume: Cleveland Museum of Art, SUA, Nationalmuseet, Stockholm, Suedia, Stedelijk Museum, Amsterdam, Olanda, Tate Gallery, Londra, Musée National d'Art Moderne, Centre Georges Pompidou, Paris, Museum of Modern Art, New York.

## Expoziții personale (selecție)
- 1971, Danske Kunstindustrimuseum, Copenhaga, Danemarca
- 1972, Betty Parsson's Gallery, New York, SUA
- 1973, The Art Institute of Chicago, Illinois, SUA
- 1974, Henie-Onstad Kunstsenter, Oslo, Norvegia
- 1975, Museum am Ostwall, Dortmund, Germania
- 1976, Musée d'Art Moderne de la Ville de Paris, Franța
- 1978, Galleri CC, Århus, Danemarca
- 1979, NOrdisk Konstcentrum, Sveaborg, Helsinki, Finlanda
- 1980, Museum of Modern Art, Oxford, Marea Britanie
- 1981, Wadsworth Atheneum, Connecticut, SUA
- 1982, Galleri Dobloug, Oslo, Norvegia
- 1983, Marian Goodman Gallery, New York, SUA
- 1985, Galleri Riis, Oslo, Norvegia
- 1986, Solomon R. Guggenheim Museum, New York, SUA
- 1988, Hara Museum of Contemporary Art, Tokio, Japonia
- 1989, La Jolla Museum of Contemporary Art, San Diego, SUA
- 1990, Museet for samtidskunst, Oslo, Norvegia
- 1992, Fundación San Telmo, Buenos Aires, Argentina
- 1995, Rogaland Kunstmuseum, Stavanger, Norvegia
- 2002, Galleri Ismene, Trondheim, Norvegia
- 2006, Galleri Riis, Oslo, Norvegia

## Premii (selecție)
- Medalia Prins Eugen, 1991 (Suedia)
- Ordinul St. Olav, 1993
- Comandor al Ordinului St. Olav, 2002
- Premiul Cultural Anders Jahre, 2002

## Burse (selecție)
- Statens Kunstfond, Danemarca, 1970
- Stedelijk Museum, Amsterdam, Olanda, 1976
- Dansk-Finsk Kulturfond, Copenhaga, Danemarca, 1983
- Nordisk Kunstsentrum, Helsinki, Finlanda, 1983
- Norsk-Finsk Kulturfond, Oslo, 1997

## Lucrări la comandă (selecție)
- Ministère des Affaires Culturelles, Paris, Franța
- Clădirea Radio-TV, Copenhaga, Danemarca
- Det Norske Teatret, Oslo, Norvegia
- Dai-Tokyo Kasai Insurance Company, Tokio, Japonia

## Lucrări în spații publice (selecție)
- Aeroportul Gardermoen, Oslo
- SAS, sediul principal, Stockholm, Suedia
- Troldhaugen, Bergen, Norvegia
- Norges Bank, Oslo, Norvegia
- Skaadalen Competence Center, Olso